# Дијамагнетизам
Дијамагнетизам је особина материјала да формирају магнетно поље које је супротно спољњем магнетном пољу. Тиме се ствара ефекат сила одбијања. Спољно магнетно поље мења брзину кружења електрона, што мења магнетни диполни момент у смеру супротном спољњем пољу. Дијамагнетици су материјали чија је магнетна пермеабилност мања од {\displaystyle \mu _{0}} (релативна пермеабилност мања од 1). Супстанца која у нормалним условима показује најјачи дијамагнетски ефекат је бизмут.
Дијамагнетизам је облик магнетизма који се у материји јавља само у присуству спољњег поља. У принципу, изражени ефекти дијамагнетизма су слаби, изузев код суперпроводника.

## Дијамагнетне особине материјала
| Материјал          | χ=-1 x 10-5 |
| ------------------ | ----------- |
| Бизмут             | -16,6       |
| Угљеник (дијамант) | -2,1        |
| Угљеник (графит)   | -1,6        |
| Бакар              | -1,0        |
| Олово              | -1,8        |
| Жива               | -2,9        |
| Сребро             | -2,6        |
| Вода               | -0,91       |
| Суперпроводници    | -105        |

Сви материјали показују дијамагнетне особине када су изложени спољњем магнетном пољу. Сви електронски парови, укључујући све електроне атома, ће дати мали дијамагнетни одзив када су побуђени спољним пољем. Они материјали који показују другачије магнетне особине (феромагнетизам или парамагнетизам), у бити показују ефекте који су много јачи од дијамагнетског. Материјали који доминантно исказују дијамагнетна својства се зову дијамагнетици. Међу њима су вода, дрво, пластика, неки метали (посебно они са пуно електрона: жива, злато, бизмут). 
Дијамагнетици имају релативну магнетну пермеабилност која је мања од 1, магнетну сусцептибилност која је негативна, и стога их магнетна поља одбијају. Ефекти дијамагнетизма су обично веома слаби и стога се не могу приметити у свакодневном животу. 
Суперпроводници се сматрају савршеним дијамагнетицима ({\displaystyle \ \chi _{v}} = −1), јер поништавају све спољашње магнетно поље у својој унутрашњости услед Мајснеровог ефекта.
Сви остали проводници исказују дијамагнетни ефекат када су изложени променљивом спољњем магнетном пољу. Лоренцова сила која делује на електроне изазива њихово кретање, које се у физици зове вртложне струје. Вртложне струје стварају индуковано магнетско поље које поништава спољашње поље.

## Историја
Године 1778. први пут је примећено да бизмут и антимон одбијају магнетна поља. Термин дијамагнетизам је први пут употребио Мајкл Фарадеј септембра 1845, када је закључио да сви материјали у природи показују неку форму дијамагнетизма када су изложени спољњем магнетном пољу.

## Демонстрације дијамагнетизма

### Закривљење површине воде
Ако се танак (испод 0,5 cm) слој воде стави на врх снажног магнета (рецимо супермагнета) тада магнетно поље одбија воду. Последица тога је мало удубљење на површини воде које се види по рефлексији са површине.

### Дијамагнетна левитација
Дијамагнетици могу да левитирају у равнотежи магнетског поља без утрошка енергије. По Ерншоовој теореми није могућа левитација објеката, али се она односи само на материјале са сталним магнетним моментом, попут феромагнетика. 
Дијамагнетизам је индукована форма магнетизма где је магнетни моменат пропорционалан спољашњем пољу B. Магнетна енергија дијамагнета је тако пропорционална B². Оно што је важно приметити је да је смер индуковане магнетизације дијамагнета супротан спољашњем пољу, стога их привлаче минимуми поља који постоје у простору. Код осталих материјала је магнетизација пропорционална спољашњем пољу и има исто усмерење (парамагнетици, феромагнетици), на њих је применљива Ерншоова теорема, и они не могу да левитирати без обзира на примењену комбинацију електромагнетних и гравитационих сила. 
Танак слој пиролитичког графита, који показује изузетно јака дијамагнетна својства, може да левитира у магнетном пољу сталних магнета од ретких земљи. То је демонстрација дијамагнетизма која је могућа на собној температури. 
Научници из Холандије су левитацијом подигли жабу (види слику), а у Калифорнији су успели да магнетном левитацијом подигну миша.